# Hipparchia martianii
Hipparchia martianii är en fjärilsart som beskrevs av Herrich-Schäffer 1844. Hipparchia martianii ingår i släktet Hipparchia och familjen praktfjärilar. Inga underarter finns listade i Catalogue of Life.